# Eredivisie 2008-09
L'Eredivisie 2008-09 va ser l'edició número 53 edició de l'Eredivisie, la primera divisió de futbol neerlandesa. La temporada va començar en 29 d'agost de 2008 i va acabar el 10 de maig de 2009, amb l'AZ Alkmaar, sota el comandament de Louis Van Gaal, sent campió per la segona vegada, després de 28 anys.

## Classificació
La classificació final del campionat després de la 34a ronda.

## Golejadors
| Pos | Jugador            | Equip      | Gols |
| --- | ------------------ | ---------- | ---- |
| 1   | Mounir El Hamdaoui | AZ         | 23   |
| 2   | Luis Suárez        | Ajax       | 22   |
| 3   | Marcus Berg        | Groningen  | 17   |
| 4   | Roy Makaay         | Feyenoord  | 16   |
| 4   | Danijel Pranjić    | Heerenveen | 16   |
| 4   | Blaise Nkufo       | Twente     | 16   |

## Play-offs de classificació a Lliga Europa

### Semifinals
| Equip 1    | Punts | Equip 2      | Partit 1 | Partit 2 | Partit 3    |
| ---------- | ----- | ------------ | -------- | -------- | ----------- |
| FC Utrecht | 1–4   | FC Groningen | 3–3      | 0–4      | No disputat |
| NAC Breda  | 6–0   | Feyenoord    | 3–2      | 4–0      | No disputat |

### Final
| Equip 1   | Punts | Equip 2      | Partit 1 | Partit 2 | Partit 3    |
| --------- | ----- | ------------ | -------- | -------- | ----------- |
| NAC Breda | 4–1   | FC Groningen | 1–1      | 2–0      | No disputat |

El NAC Breda classifica la segona ronda prèvia de la Lliga Europa 2009-10.

## Play-off de descens
| Equip 1      | Punts          | Equip 2       | Partit 1 | Partit 2 | Partit 3   |
| ------------ | -------------- | ------------- | -------- | -------- | ---------- |
| RKC Waalwijk | 6–3            | De Graafschap | 2–0      | 1–2      | 1–0        |
| Cambuur      | 3–3 (1-3 pen.) | Roda JC       | 0–0      | 1–1      | 2–2 (t.s.) |

Roda JC continua a l'Eredivisie, mentre que De Graafschap va ser relegat i va disputar l'Eerste Divisie.